# Adoretus matsumotoi
Adoretus matsumotoi är en skalbaggsart som beskrevs av Kobayashi 1991. Adoretus matsumotoi ingår i släktet Adoretus och familjen Rutelidae. Inga underarter finns listade i Catalogue of Life.